# Betty Draper
Elizabeth "Betty" Draper Francis (anteriormente Draper, de soltera Hofstadt) es un personaje ficticio interpretado por January Jones en la serie de televisión Mad Men de AMC. Comienza el espectáculo casada con el protagonista Don Draper (Jon Hamm). Tras una separación amistosa en la tercera temporada, ambos permanecen divorciados por el resto de la serie, pero continúan compartiendo la custodia de sus tres hijos.
Rubia y hermosa pero emocionalmente distante e inmadura, Betty pasa la mayor parte de Mad Men creciendo lentamente como persona en medio de la agitación social y política de la década de 1960. La apariencia del personaje a menudo se compara con la de Grace Kelly, y las similitudes entre ambas también se dibujan durante la primera temporada de la serie.
Jones recibió dos nominaciones al Globo de Oro y una nominación al Premio Primetime Emmy por su actuación. También ganó dos veces el premio del Sindicato de Actores a la mejor interpretación de reparto en una serie dramática junto con el elenco de Mad Men.

## Casting y desarrollo de personaje
El personaje de Betty Draper formó parte originalmente capítulo piloto, aunque finalmente apareció en el episodio transmitido. El guion establecía que el personaje principal, Don Draper (Jon Hamm) estaba casado, pero sólo a través del diálogo, sin intención de mostrar su vida hogareña. En cambio, inicialmente se consideró a January Jones, junto con Elisabeth Moss, para el personaje de Peggy Olson, siendo finalmente fue elegida para el papel de Peggy la segunda. El creador del programa, Matthew Weiner, después escribió dos escenas con Betty, y Jones audicionó con éxito para el papel dos días después. Aunque no había guiones completos ni siquiera ideas para una trama que involucraran al personaje en ese momento, Weiner le prometió a Jones que desarrollaría el personaje.
Weiner ha atribuido el estilo visual de Mad Men a la influencia del director de cine Alfred Hitchcock, quien presentó un personaje femenino característico de "rubia helada" en muchas de sus películas. El personaje de Betty Draper también ha sido comparado con el de Constance MacKenzie de Peyton Place: "frío, remoto y emocionalmente indisponible".

## Recepción
Betty Draper apareció en la lista de Comcast de los personajes más intrigantes de la televisión. TV Guide la nombró uno de los personajes televisivos más de moda. También fue incluida en la lista Glamour de los 12 personajes de televisión más elegantes. Si bien la caracterización de Betty Draper obtuvo críticas muy positivas en las primeras temporadas de Mad Men, demostró ser particularmente divisiva en las últimas temporadas de Mad Men. El HuffPost la nombró uno de los peores personajes de televisión en 2012, diciendo que "su narcisismo inmutable y su petulancia egoísta simplemente nos aburrían hasta las lágrimas". Sin embargo, su papel en la serie recibió críticas más positivas en la temporada 6, y los críticos destacaron la actuación de Jones en el episodio "The Better Half" como un punto culminante de la temporada. January Jones ganó elogios de la crítica por su interpretación de Betty en los episodios finales de la séptima temporada, particularmente en los episodios "La ruta de la leche y la miel" y el final de la serie, "Persona a persona" (2015), y los críticos destacaron su mayor protagonismo. y desarrollo del personaje. En los años posteriores al final, Betty ha sido mencionada como uno de los mejores personajes de Mad Men, y los críticos destacan el desarrollo de su personaje y su arco narrativo general.
Betty ha sido considerada una encarnación del “problema que no tiene nombre” narrado en el influyente libro feminista de 1963 La Mística de la feminidad de Betty Friedan. El libro examina la epidemia de infelicidad e insatisfacción experimentada por muchas amas de casa de clase media alta en la década de 1960 (como Betty) debido a su incapacidad para formar su propia identidad y vida fuera del hogar. Este fenómeno cultural se explora en la serie a través de Betty, quien, a diferencia de personajes femeninos como Peggy o Joan, está atrapada y "exiliada del mundo profesional" debido a su crianza, clase social, educación y estado civil.

### Premios y nominaciones
January Jones fue reconocida por su interpretación de Betty Draper. En 2008, 2009, 2010, 2011, 2013 y 2015 fue nominada conjuntamente en seis ocasiones para el Premio del Sindicato de Actores a la Mejor Actuación de un Reparto en una Serie Dramática, ganando en dos ocasiones, en 2009 y 2010. En 2009 y 2010, Jones fue nominada al Globo de Oro a la Mejor Actriz - Serie de Televisión (Drama). En 2010, fue nominada al premio Primetime Emmy a la mejor actriz principal en una serie dramática.